# Montauk Building
Il Montauk Building è stato uno dei primi grattacieli costruiti a Chicago, realizzato nel 1882 dagli architetti Daniel Burnham e John Root, dello studio Burnham & Root. Situato al 111-117 di Monroe Street, questo edificio commerciale rappresenta una pietra miliare nell'evoluzione dell'architettura moderna, essendo uno dei primi edifici di grande altezza costruiti in acciaio.

## Descrizione
Il Montauk Building, commissionato dai fratelli Peter e Shepard Brooks, aveva una facciata di 90 piedi e una profondità di 180 piedi, per un'altezza di 130 piedi distribuita su 10 piani. Con 150 uffici e una capacità di 300 occupanti, era dotato di due ascensori per passeggeri, caratteristica innovativa per l'epoca. Il costo totale di costruzione ammontava a 325.000 dollari.
L'edificio è considerato uno dei primi grattacieli in acciaio, anticipando l'era dei grattacieli moderni. Le fondamenta, realizzate in pietra grossa, sostenevano strutture in acciaio, mentre le pareti esterne erano in muratura massiccia di diverso spessore. Fu uno dei primi edifici a impiegare una nuova tecnica di costruzione con piastrelle cave di terracotta per i pavimenti, che garantivano leggerezza e robustezza. Questa tecnica venne adottata in seguito come standard per la costruzione di edifici a prova di fuoco.
Nonostante il successo e la resistenza a due incendi, il Montauk Building venne demolito nel 1902 per far spazio al First National Bank Building. L'edificio della banca, completato nel 1903, occupò il sito fino al 1965, quando venne a sua volta demolito per far posto alla First National Plaza, oggi conosciuta come Chase Tower.
Il Montauk Building è stato uno degli edifici pionieristici che hanno definito la skyline di Chicago e stimolato lo sviluppo di grattacieli in acciaio. Il suo design e le sue innovazioni costruttive hanno influenzato la successiva evoluzione dell'architettura commerciale in tutto il mondo, contribuendo a definire nuovi standard per l'epoca dei grattacieli.